# 金沢ゴルフクラブ
金沢ゴルフクラブ（かなざわゴルフクラブ）は、石川県金沢市にあるゴルフ場。

## 概要
用地面積145万m2の竹中工務店設計のゴルフ場で、「湯涌」「兼六」「戸室」の3コースが設定されている。200ヤード5打席の練習場も備える。
ハウスは3,300m2、竹中工務店の設計、施工。
1975年8月1日開場。アコーディア・ゴルフからチェリーゴルフグループへチェリーゴルフクラブ金沢東コース（現・金沢東ゴルフクラブ）共々経営権譲渡し『チェリーゴルフグループ 金沢ゴルフクラブ』に改名したのち、2020年12月15日、明輝建設へ両ゴルフ場を譲渡、現在に至る。

## 交通アクセス
- E8北陸自動車道金沢西インターチェンジから16km以内[1]。